# 分层抽样
分层抽样（stratified sampling），又名層化抽出法，是統計學的一從統計總體（又稱為「母體」）抽取样本方法。将抽样单位按某种特征或某种规则划分为不同的层，然后从不同的层中独立、随机地抽取样本。从而保证样本的结构与总体的结构比较相近，从而提高估计的精度。相對於沒有經過分層的抽樣調查，其數據會被稱為「未分層抽樣」（unstratified samples）。
在社会统计调查（statistical survey），當總體內的「子總體」（subpopulations）之間的差異較大，對每個子總體分別進行分層抽樣調查，會令統計調查結果更為準確。子總體的分層必須為互斥，即每個總體的成員均只能屬於一個分層。之後，可對每個子總體進行簡單隨機抽樣或系統抽樣。這樣可令調查的代表性改善。相對於簡體隨機抽樣採取的算术平均值，分層的抽樣應採用加權平均值。

## 相關題目
- 民意調查
- 層別法

## 延伸閱讀
- Särndal, Carl-Erik;  et al. . . New York: Springer. 2003: 100–109. ISBN 0-387-40620-4.